# ジョンソン・マッセイ
ジョンソン・マッセイ（英: Johnson Matthey plc、略称はJM）は、自動車排気ガス浄化向けなどの産業用各種触媒や、貴金属化合物など化学品の製造・販売を行うメーカー。イギリス・ロンドンに本拠を置き、世界30カ国以上で事業を展開する。ロンドン証券取引所上場企業（LSE: JMAT）。

## 沿革
1817年、パーシバル・ノートン・ジョンソン（Percival Norton Johnson）がロンドンで立ち上げた貴金属分析ビジネスに端を発する。1838年に13歳で入社したジョージ・マッセイ（George Matthey）はすぐに才覚を現し、1851年のロンドン万国博覧会の機会に各種貴金属やロシア産のプラチナの供給に成功、その労に報いる形で社名をジョンソン・マッセイと改めた。翌1852年にイングランド銀行の公定分析機関として認定され、ジョージ・マッセイの才覚により世界初のプラチナイリジウム合金によるメーターの製造に成功、国際度量衡局に採用された。
20世紀に入り自動車の普及が始まると、プラチナなど自動車向けの貴金属販売に重心を置くようになり、1927年にフィラデルフィアにおける企業買収を契機にアメリカ合衆国に進出、第二次世界大戦後はインドを手始めにアジア市場に進出、冷戦により宇宙開発競争が激化すると、すでに築いたアメリカ事業の実績を生かす形で、アメリカ航空宇宙局の宇宙プログラム向けに電極触媒の供給を開始した。1956年以降、イギリスおよびアメリカで大気浄化法（Clean Air Act）が制定されると、ジョンソン・マッセイは排出制御触媒の製造を開始し、ロジウムの使用によるヒドロホルミル化で自動車排出ガス浄化技術の低コスト化に成功した。またアメリカの化学者ローゼンバーグによるシスプラチンの抗がん剤としての研究を支援したことを契機に、医療分野に必要な貴金属の販売にも進出した。2001年にスコットランドに拠点を置く製薬向け化学会社のマクファーラン・スミス（Macfarlan Smith Ltd）を買収し子会社化した。2015年3月、金銀精錬事業をアサヒホールディングスに売却した。
現在のジョンソン・マッセイの売上は、自動車排気ガスなどの環境浄化向け触媒が6割強、貴金属関連事業が2割強、医療分野が6％、燃料電池など近年の新規事業が1割弱となっている。

## 日本におけるジョンソン・マッセイ
日本における事業は、1969年7月に田中貴金属工業との合弁により設立された田中マッセイ株式会社に始まる。その後1991年9月に合弁事業を解消しジョンソン・マッセイ・ジャパン株式会社が発足、1993年に栃木県喜連川町にテクニカルセンターを開設、2002年9月に燃料電池部門をジョンソン・マッセイ・フュエルセルズ・ジャパン株式会社として分社化、現在は2012年に設立されたジョンソン・マッセイ・ジャパン合同会社（Johnson Matthey Japan G.K.）との2法人体制となっている。本社（工場およびテクニカルセンター）は栃木県さくら市に置かれ、東京（帝国ホテルタワー）に事業所を持つ。
ジョンソン・マッセイ・ジャパン合同会社
自動車向けのガソリンエンジンやディーゼルエンジンから排出される有害物質を浄化する触媒システムの製造・販売を中心に、貴金属の回収精製や貴金属ペースト、化合物等の販売を行っている。
ジョンソン・マッセイ・フュエルセルズ・ジャパン株式会社
燃料電池用触媒、触媒コンポーネントの販売を行っている。